# Avrée
Avrée ist eine französische Gemeinde mit 84 Einwohnern (Stand: 1. Januar 2022) im  Département Nièvre in der Region Bourgogne-Franche-Comté (vor 2016 Bourgogne). Sie gehört zum Arrondissement Château-Chinon (Ville) und zum Kanton Luzy. Die Einwohner werden Avrésiens genannt.

## Geographie
Avrée liegt etwa 60 Kilometer ostsüdöstlich von Nevers am Rande des Morvan. Umgeben wird Avrée von den Nachbargemeinden Sémelay im Norden, Chiddes im Nordosten, Millay im Osten, Fléty im Südosten und Süden, Savigny-Poil-Fol im Süden sowie Lanty im Südwesten und Westen.

## Bevölkerungsentwicklung
| Jahr                       | 1962 | 1968 | 1975 | 1982 | 1990 | 1999 | 2006 | 2011 | 2020 |
| -------------------------- | ---- | ---- | ---- | ---- | ---- | ---- | ---- | ---- | ---- |
| Einwohner                  | 186  | 141  | 108  | 119  | 93   | 99   | 93   | 94   | 84   |
| Quellen: Cassini und INSEE |      |      |      |      |      |      |      |      |      |

## Sehenswürdigkeiten
- Kirche Sainte-Madeleine aus dem 12. Jahrhundert

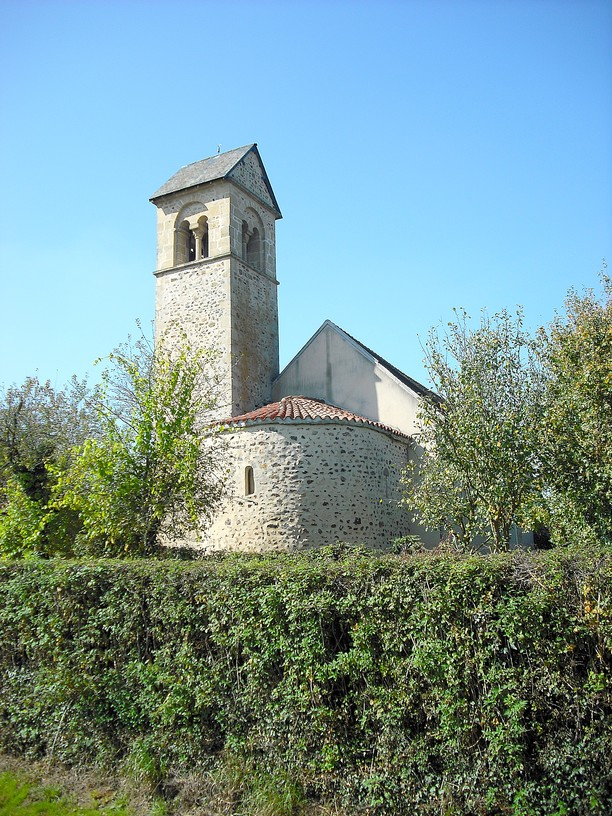
Kirche Sainte-Madeleine

- Wassermühle